# محاكمة الستة
 محاكمة الستة  هي محاكمة عقدت في أواخر عام 1922، للمسؤولين عن الهزيمة العسكرية اليونانية في آسيا الصغرى، والتي وجهت إليهم فيها تهمة الخيانة العظمى. انتهت المحاكمة إلى تنفيذ حكم الإعدام في ستة من المتهمين التسعة.

## الخلفية
في 9 سبتمبر 1922، دخل الجيش التركي مدينة أزمير في آسيا الصغرى، التي كانت ضُمت إلى اليونان بموجب معاهدة سيفر. كان جيش الشرق اليوناني قد انسحب من المدينة، في 8 سبتمبر، قبل يوم من وصول الجيش التركي. فر مئات الآلاف من السكان ذوي الأصول اليونانية في آسيا الصغرى إلى أزمير، أملاً في أن يجدوا وسيلة تنقلهم عبر البحر إلى اليونان. ومع ذلك، وصلت وسائل الانتقال متأخرة نسبياً وبأعداد قليلة جداً نسبة إلى من كانوا يحاولون الفرار، مما أدى إلى حالة من الفوضى والذعر. بعد الخسارة العسكرية للأراضي اليونانية في آسيا الصغرى، وعملية الإجلاء الفوضوية والدموية لليونانيين الذين كانوا يعيشون في المنطقة، والذين قضوا ما تبقى من حياتهم كلاجئين، عرفت هذه الكارثة باسم «كارثة آسيا الصغرى».

## انقلاب
خلال تلك الفترة، وقع انقلاب في أثينا وجزر بحر إيجة، كردة فعل أهلية غاضبة للهزيمة العسكرية. في 11 سبتمبر 1922، شكّل الكولونيل نيكولاوس بلاستيراس والكولونيل ستيليانوس جوناتيس مجلس عسكري طالب بتنازل الملك قسطنطين الأول عن العرش، واستقالة الحكومة الملكية، ومعاقبة المسؤولين عن هذه الكارثة العسكرية. أيد الجنرال الفينيزيلوسي تيودوروس بانغالوس المتمركزة قواته في أثينا الانقلاب، وبدعم من التظاهرات الحاشدة في العاصمة، نجح الانقلاب. وبعد يومين، أجبر بلاستيراس وجوناتيس الملك قسطنطين في ميناء لوريوم على التنازل عن عرشه لصالح ابنه البكر جورج. أبحر قسطنطين إلى صقلية بلا رجعة، وألقي القبض على وزراء الحكومة، ووافق الملك الجديد على تشكيل حكومة جديدة موالية للانقلاب.

## المحاكمة
في 12 أكتوبر 1922، شكّل المجلس العسكري محكمة عسكرية استثنائية، عقدت يوم 31 أكتوبر، واستمرت المحاكمة لمدة أسبوع، والتي أدين فيها رئيس الوزراء ديميتريوس غوناريس وأربعة من الوزراء (جورج بالتاتزيس، نيكولاوس ستراتوس، نيكولاوس ثيوتوكيس، بيتروس بروتوباباداكيس) والجنرال جورجيوس هاتزيانسيتيس (آخر قائد للقوات المسلحة في حملة آسيا الصغرى) بتهمة الخيانة العظمى، وحكم عليهم بالإعدام وأعدموا بعد ساعات قليلة من صدور الحكم وقبل إعلان الحكم في 15 نوفمبر 1922. حكم أيضاً على اثنين من المتهمين وهم الأدميرال مايكل جوداس والجنرال زينوفون ستراتيجوس بالسجن مدى الحياة.
وجه الإتهام أيضاً إلى الأمير أندرو شقيق الملك المخلوع قسطنطين الأول، وهو ضابط كبير في قيادة الحملة الفاشلة، ولكنه كان في كورفو في ذلك الوقت. ألقي القبض عليه ونقل إلى أثينا، وحوكم من قبل المحكمة نفسها بعد بضعة أيام، ووجد مذنباً في الجرائم نفسها، وحكم عليه بالنفي من اليونان مدى الحياة. غادر الأمير وعائلته (التي تضمنت ابنه الرضيع الأمير فيليب) جزيرة كورفو على متن سفينة حربية بريطانية في 4 ديسمبر، متجهين إلى برينديزي.
اعترضت الدول الأوروبية بشدة على عمليات الإعدام، وسحبت المملكة المتحدة سفيرها لدى اليونان لبعض الوقت.

## معرض صور

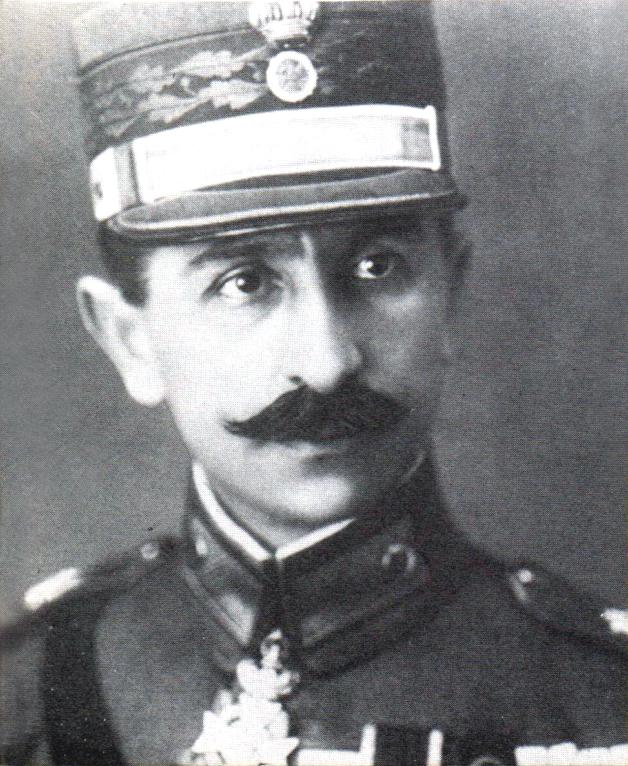
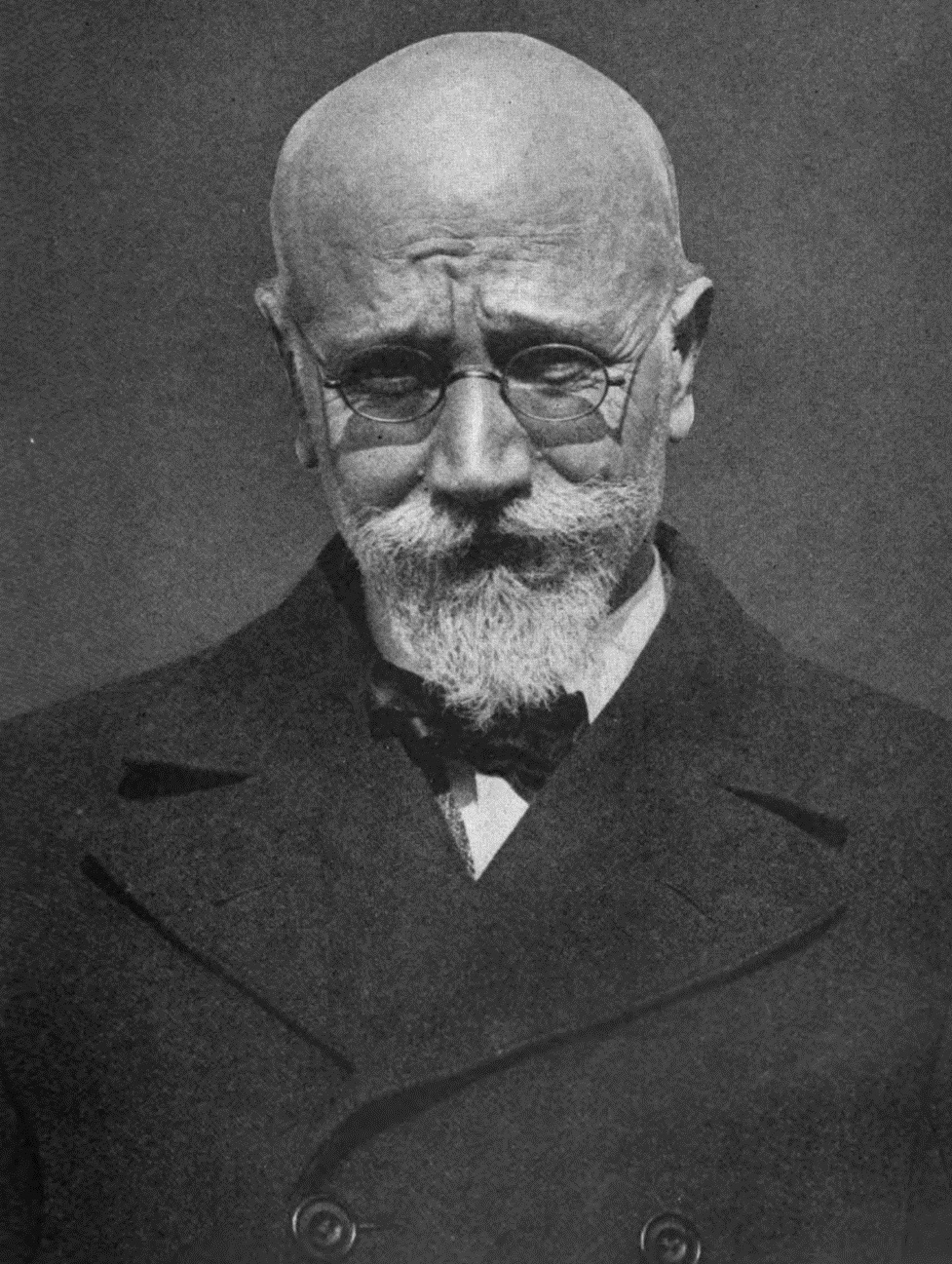
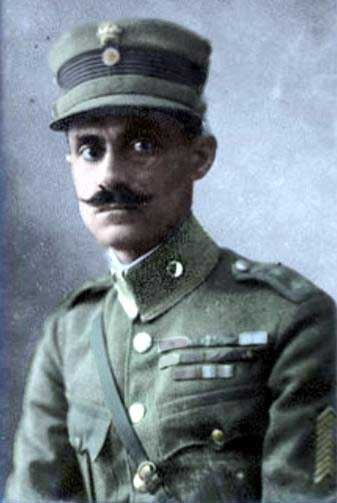
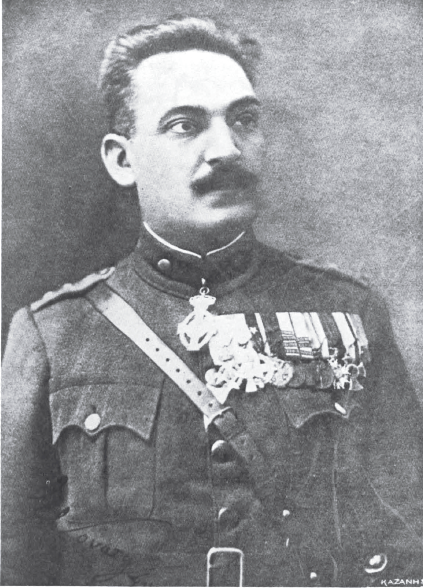
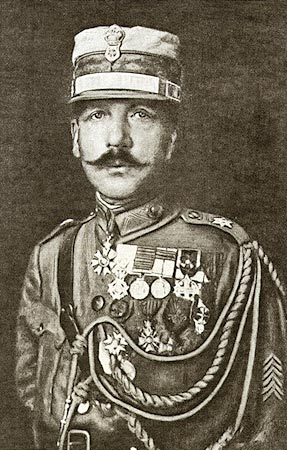